# دانیو اکسلرودی
دانیو اکسلرودی با نام علمی Sundadanio axelrodi، یک گونه دانیونین از خانواده کپورماهیان است که خاستگاه آن جزایر بورنئو، بانکا و سوماترا است. این گونه کوچک در ابتدا به عنوان رازبورا ، با نام رازبورای اکسلرودی (Rasbora axelrodi) توصیف شده بود، اما بعدها تشخیص داده شد که بیشتر با دانیوها مرتبط است، اما مشخصات آن به اندازه کافی برای انتقال به جنس دانیوها کافی نیست. این گونه حداکثر تا ۱٫۷ سانتیمتر رشد میکند. تا اینکه  اکسلرودی در سال ۲۰۱۱ توسط کانوی ، موریس کتلات و تان مورد ارزیابی مجدد قرار گرفت و به عنوان یک گونه تک نماد در نظر گرفته شد. 